# Barbara Muraca
Barbara Muraca (* 1971 in Turin) ist eine italienische Philosophin und Hochschullehrerin. Seit 2019 ist sie Associate Professor an der University of Oregon. Sie hat vorher an der Oregon State University und an der Universität Jena zu Themen der Environmental Studies geforscht.

## Leben
Barbara Muraca studierte Philosophie an der Universität Turin und kam 1999 als Dozentin für Italienisch als Fremdsprache an die Hamburger Volkshochschule und an die Universität Hamburg. Von 2001 bis 2003 war sie Wissenschaftliche Mitarbeiterin am Institut für Umweltkommunikation der Leuphana Universität Lüneburg. Sie koordinierte die internationalen und bilingualen Projekte „ELLA international – Entwicklung und Lernen in Lokalen Agenda 21-Prozessen durch grenzüberschreitende internationale Zusammenarbeit“ und „Schaufenster für eine nachhaltige Entwicklung“. Im November 2008 wurde sie am Lehrstuhl für praktische Philosophie/Umweltethik an der Ernst-Moritz-Arndt-Universität Greifswald promoviert. Sie war Stipendiatin der Hans-Böckler-Stiftung. 2008 wurde sie in Greifswald Lehrkraft für besondere Aufgaben und wissenschaftliche Mitarbeiterin an der Professur für Umweltethik. Ihre Doktorarbeit fußte auf den Gedanken der Prozess-Philosophie nach Alfred North Whitehead. 2015 wurde sie Postdoc an der Oregon State University.

## Arbeit
Muraca forscht heute am DFG-geförderten Kolleg Postwachstum der Universität Jena. Ausgangspunkt dieser Arbeit ist, dass Wirtschaftswachstum der Industriegesellschaften keine Selbstverständlichkeit mehr sei. Sie geht davon aus, dass die Fixierung auf unbedingtes Wachstum die Krisen verschärft und geht deshalb den Fragen nach, ob die Stabilität unserer Gesellschaften abnimmt, wenn es weniger Wachstum gibt. Und: wie lässt sich Stabilität jenseits des Wachstums erreichen?

## Publikationen
- Muraca (2014): Gut leben. Eine Gesellschaft jenseits des Wachstums. Wagenbach – Bonn : Bundeszentrale für politische Bildung, 2015. ISBN 978-3-8031-2730-3.
- Muraca (2010): Denken im Grenzgebiet: Prozessphilosophische Grundlagen einer Theorie starker Nachhaltigkeit (Lebenswissenschaften im Dialog), zugelassene Doktorarbeit der Universität Greifswald; Freiburg im Breisgau,  München : Alber 2010,  ISBN 978-3-495-48411-1.
- Muraca et al. (2004): Nachhaltigkeit ist machbar: Das "Schaufenster für eine nachhaltige Entwicklung" als innovatives Projekt zur Kommunikation und Entwicklung von ... in den Hochschulen – Nachhaltige Entwicklung